# Люба, не треба!
«Люба, не треба!» (англ. Honey Don't!) — американський комедійний детектив режисера Ітана Коена. Другий фільм у «лесбійській трилогії» після «Лялі їдуть далі» (2024), у ролях Марґарет Кволлі, Обрі Плаза, Кріс Еванс та Чарлі Дей.

## Синопсис
Дія фільму розгортається в Бейкерсфілді, штат Каліфорнія, і зосереджується на приватному детективі (Марґарет Кволлі), лідеру секти (Кріс Еванс) і «таємничій жінці» (Обрі Плаза).

## Акторський склад
| Актор            | Роль                               |
| ---------------- | ---------------------------------- |
| Марґарет Кволлі  | Хані О'Донахью приватний детектив  |
| Обрі Плаза       | Ем Джей поліціянтка                |
| Кріс Еванс       | Преподобний Дрю Девлін лідер секти |
| Чарлі Дей        | Марті Метакавич детектив           |
| Біллі Айкнер     |                                    |
| Талія Райдер     | Корінн племінниця Хані             |
| Геббі Бінс       | Спайдер помічниця Хані             |
| Лєра Абова       |                                    |
| Крістен Конноллі | сестра Хані                        |

## Виробництво
У січні 2024 року було оголошено, що у фільмі зіграють Марґарет Кволлі, Обрі Плаза та Кріс Еванс. Сценарій написали подружжя Ітан Коен і Тріша Кук, це другий фільм у «лесбійській B-Movie трилогії» після фільму «Лялі їдуть далі». Дует охарактеризував фільм як чорну комедію, в якій відчувається тон попередніх робіт братів Коенів, але з сексуальним змістом, який брати зазвичай не включали у свої спільні роботи. Розробка цієї трилогії є результатом 20-річної сценарної співпраці Коена та Кук.
У квітні 2024 року до акторського складу приєдналися Чарлі Дей, Біллі Айхнер, Геббі Бін, Талія Райдер, Лера Абова, Джакньє, Крістен Конноллі, Лена Холл, Дон Суейзі, Джош Пафчек, Кейл Браун, Олександр Карстою та Крістіан Антідормі.
Зйомки почалися в Альбукерке,  25 березня 2024 року і були заплановані до 10 травня, проте завершилися 25 травня.

## Випуск
Ссвітова прем'єра відбулася 24 травня 2025 року на 78-му Каннському кінофестивалі.
Вихід фільму у прокат у США запланований на 22 серпня 2025 року.